# 罗伊·塞西尔·菲利普斯
罗伊·塞西尔·菲利普斯（英語：Roy Cecil Phillipps, 1892年3月1日—1941年5月21日），澳大利亞皇家空軍飛行員，军功十字勋章&勋带和飞行优异十字勋章获得者，并在第一次世界大战时成为王牌飞行员。在1918年6月12日的一次战斗中依靠一个飞行动作击落四架飞机而因此达到击落15架敌机的战绩。他在两次世界大战之间以放牧为生。1940年，他加入澳大利亚皇家空军，在次年的飞行事故中不幸身亡。
菲利普斯在新南威尔士州出生，但在西澳大利亚州长大。1915年4月，他作为一名步兵加入澳大利亚皇家部队，并参加了加里波利之战和西方戰線。在两次受伤后，他于1916年改隸澳大利亞飛行隊；并通过伪造年龄，而于次年5月开始接受飞行训练。作为澳大利亞皇家空軍第2中隊在法国的一员，他主要驾驶S.E.5进行战斗。由于菲利普斯作战时优异的表现，他两次獲授军功十字勋章和一次飞行优异十字勋章。在一战中，他达到的最大成就是以指挥官身分在英格兰训练澳大利亞皇家空軍第6中隊。1919年，他回到了澳大利亚，并离开飛行隊进行放牧的人生。直到第二次世界大战爆发后不久，他才回到军中，加入空軍。他去世时的军衔是空軍少校，当时的工作是在昆士兰州的阿彻菲尔德擔任澳大利亚皇家空军第2初级飞行训练学校校長。

## 早期生活
罗伊·塞西尔·菲利普斯于1892年3月1日在新南威尔士州出生。确切的出生地点不明，因为有来源声称他出生在名为莫里的乡村，也有资料显示，他出生在北悉尼这样的大城市。他的父亲名为威廉·哈格里夫斯·菲利普斯，移民自英格兰諾森伯蘭郡；母亲名为塞西尔。在他父亲逝世后，他的母亲带着他前往西澳大利亚州珀斯市居住，在那里的Hale School就读会计学。在1914年一战爆发的时，他在金伯利的一个牧区工作。

## 一战

### 第28大队

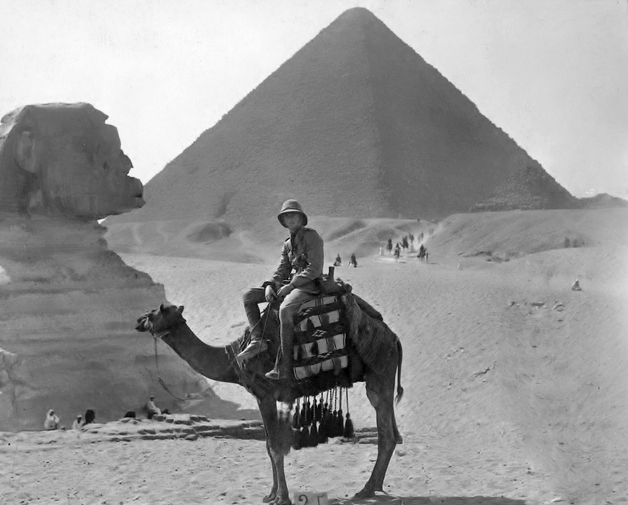
1915年，在吉萨服役的第28大队菲利普斯少尉

1915年4月，菲利普斯入伍澳大利亚皇家部队，加入了同月在西澳大利亚州Blackboy营地建成的第28大队。他成功的接受了前往前线的任务，并与随后的6月9日作为一名少尉搭乘HMAT Ascanius前往埃及。抵达埃及后，他与他的队友分离，在9月4日搭乘艾弗尼亚前往加里波利半岛。10月25日，他授階成為陆军中尉。作为后援被送往加里波利半岛的第28大队因为并没有大量参与战斗，所以在1915年12月撤出半岛时只有相对少量的伤亡。
1916年5月，菲利普斯随澳大利亞陸軍第28營一起派赴法国，以为西方戰線服务。随后，在6月6日和7日的夜晚，他参与了针对阿尔芒蒂耶尔的袭击；并在7月份目睹了波济耶尔战役。8月5日，他因为子彈貫穿大腿，要求後送至英格兰以接受治疗。当月12日，他晉升為上尉。10月份，菲利普斯伤愈返回部队。但是接下来的11月里，在格德库尔附近，他的大腿再次中彈。他回到了英格兰接受治疗，在医院一直待到1917年3月2日。

### 澳大利亚飞行隊
通常情况下，由于菲利普斯无法成为步兵的一员，他将会遣返澳大利亚，但是有一个替代方法是转移至澳大利亞飛行隊，他因此成为空軍第2中隊的一名副官。在AFC，接受飞行训练人员的官方年龄上限是30岁，但實務中最受欢迎的是23岁以下的人员。因此，在菲利普斯作为一名乘客体验到飞行的滋味后，他将自己的出生日期从1892年改为了1896年。